# Herbert Butterfield
Herbert Butterfield (Oxenhope, Yorkshire, 7 de octubre de 1900 – 20 de julio de 1979) fue un historiador y filósofo de la historia británico.
Becario de Peterhouse y profesor de historia moderna en la Universidad de Cambridge, y sus ámbitos de investigación fueron la historiografía, la historia de la ciencia, la historia del siglo XVIII, la historia constitucional, el cristianismo, la historia y la teoría de la política internacional.
En 1965-1967, pronunció las conferencias Gifford.

## Obras

### Del autor
- The Origins of History, ed. A. Watson, London, 1981.
- Diplomatic Investigations: Essays in the Theory of International Politics (co-edited with Martin Wight), 1966.
- George III and the Historians, 1957, revised edition, 1959.
- Moral Judgments in History, 1959.
- Man on His Past: The Study of the History of Historical Scholarship, 1955.
- Christianity, Diplomacy and War, 1952.
- Liberty in the Modern World, 1951.
- Reconstruction of an Historical Episode: The History of the Enquiry into the Origins of the Seven Years' War, 1951.
- History and Human Relations, 1951.
- The Origins of Modern Science, 1300-1800, 1949.
  - Los orígenes de la ciencia moderna Taurus Ediciones, 1982. ISBN 84-306-1077-6
- George III, Lord North and the People, 1779-80, 1949.
- Christianity and History, 1949.
- Lord Acton, 1948.
- The Englishman and His History, 1944.
- The Statecraft of Machiavelli, 1940.
- Napoleon, 1939.
- The Whig Interpretation of History, 1931.[3]
- The Peace Treaties of Napoleon, 1806-1808, 1929.
- The Historical Novel, 1924.

### Sobre el autor y su obra
- Herbert Butterfield and the Interpretation of History Donald Wright American historial review. Clases I, ISSN 0002-8762, Vol. 111, N.º 2, 2006, pag. 430
- John Huxtable Elliott, Helmut Georg Koenigsberger (1970). The Diversity of history: essays in honour of Sir Herbert Butterfield. Routledge. ISBN 9780710069429.